# Nebeská sféra

Základní charakteristiky nebeské sféry.

Základní charakteristiky nebeské sféry z hlediska pozorovatele na povrchu Země.

Nebeská sféra nebo také světová sféra je v astronomii myšlená sféra,  povrch koule v jejímž středu stojí pozorovatel (nacházející se na povrchu Země) dívající se na noční oblohu, na kterou se promítá poloha a pohyb všech viditelných těles vesmíru. Pro polosféru nad obzorem se též používal výraz nebeská klenba.
Téměř vše co se děje na noční obloze, je od pozorovatele stojícího na Zemi velice daleko. Až na drobné výjimky (viz paralaxa) nejsme schopni odhadnout, co je dál a co je blíž. Ani relativní svítivost objektů nepomůže. Zdá se pak, že hvězdy, komety, planety a další pozorovatelné úkazy nočního nebe nad námi visí všechny stejně daleko. Jakoby byly umístěny na kopuli, v jejímž středu stojíme a která nás obklopuje. Právě tato kopule je ztotožňována s nebeskou sférou.
Pro účely astronomie je nebeská sféra definována jako nekonečně vzdálená sférická plocha. Promítat na ní, znamená vidět na obloze objekty, či myšlené pomocné křivky a body a odměřovat jejich vzájemné polohy většinou ve stupních (sférické souřadnice).

## Zdánlivý pohyb hvězd
Vzájemná poloha hvězd vůči sobě se při astronomických pozorováních téměř nemění (vlastní pohyb hvězd vůči sobě není pouhým okem pozorovatelný, proto se jim také říká stálice). Lze tedy předpokládat, že onu pevnou a nekonečně vzdálenou nebeskou sféru představují právě stálice. Při pozorování lze například říci, že pozorovaná planeta se nám promítla na nebeskou sféru do souhvězdí Lva apod.
Při pozorování se nebeská sféra zdánlivě neustále otáčí (přičemž vzájemné polohy stálic se zachovávají), což je způsobeno tím, že pozorovatel se nachází na povrchu Země, která se otáčí kolem své osy a přitom povrch Země mimoděk považuje za stálý a za základ svého systému souřadnic.
V důsledku tohoto pohybu nebeské sféry pozorujeme zdánlivý pohyb hvězd. Všechny hvězdy opisují na nebeské sféře kružnice, přičemž do výchozí pozice se dostanou po úplné otočce nebeské sféry, tedy po hvězdném dni dlouhém 23 hodin, 56 minut a 4,09 sekundy občanského času vycházejícího ze slunečního času. Sluneční den je delší než hvězdný, protože Země za tu dobu oběhla ještě kolem Slunce téměř 1° své roční dráhy, takže se slunce zdánlivě posunulo oproti hvězdnému pozadí po ekliptice také o téměř 1°. Aby se dostalo do stejné pozice vůči pozorovateli jako včera, musí se Země dotočit ještě o tento úhel, což trvá zbylé téměř 4 minuty. Hvězdný den dělíme na 24 hvězdných hodin, a ty postupně opět na 60 hvězdných minut a 60 hvězdných sekund, které jsou kratší než sluneční.
Nebeská sféra se otáčí kolem osy procházející tzv. nebeskými póly (severním a jižním). Nebeské póly představují průměty zemských pólů, tzn. na severním pólu bychom měli přímo nad sebou nebeský severní pól a podobně je tomu s jižním pólem.

## Nebeský rovník a ekliptika
Promítnutím zemského rovníku na nebeskou sféru získáme tzv. nebeský (světový) rovník.
Při otáčení nebeské sféry se hvězdy pohybují po kružnicích. Hvězdy ležící na nebeském rovníku opisují kružnici s největším poloměrem. Čím menší je poloměr kružnice, kterou hvězda opisuje, tím blíže se hvězda nachází severnímu nebo jižnímu nebeskému pólu.
Nebeský rovník od sebe odděluje obě polokoule nebeské sféry (jde tedy o hlavní kružnici sféry).
Dráha Slunce po nebeské sféře se nazývá ekliptika. Slunce projde celou dráhu ekliptiky za jeden rok.
Rovina ekliptiky není shodná s rovinou nebeského rovníku. Obě roviny se na nebeské sféře protínají ve dvou bodech (tzv. body rovnodennosti), které se nazývají jarní a podzimní bod.
Hlavní kružnice kolmé k rovině nebeského rovníku se nazývají deklinačními kružnicemi. Rovnoběžkami se označují vedlejší kružnice rovnoběžné s rovinou nebeského rovníku. Deklinační kružnice procházející jarním a podzimním bodem je tzv. kolur rovnodennosti.

Dalšími pomocnými křivkami jsou často ekvivalenty zemských poledníků a rovnoběžek. Takové pomocné křivky vznikají nebo mohou vznikat průnikem nějaké roviny a nebeské sféry.

## Zenit a nadir
Pozorovatel na povrchu Země nevidí celou nebeskou sféru, ale pouze její část. Bod nebeské sféry, který má pozorovatel přímo nad sebou, se nazývá zenit (nadhlavník). Bod, který má pozorovatel přímo pod sebou, tzn. na části nebeské sféry, kterou nemůže pozorovat, se nazývá nadir (podnožník).
Horizont je hlavní kružnice, jejímiž póly jsou zenit a nadir.
Hlavní kružnice kolmé k horizontu se označují jako vertikály (výškové kružnice), vedlejší kružnice rovnoběžné s horizontem pak označujeme jako almukantaráty.
Vertikála orientovaná směrem sever-jih se nazývá meridián. Vertikála orientovaná směrem východ-západ se označuje jako první vertikála.
Průsečíkem meridiánu a horizontu je severní bod a jižní bod. Průsečíkem první vertikály a horizontu je západní bod a východní bod.